# Georg Lybecker

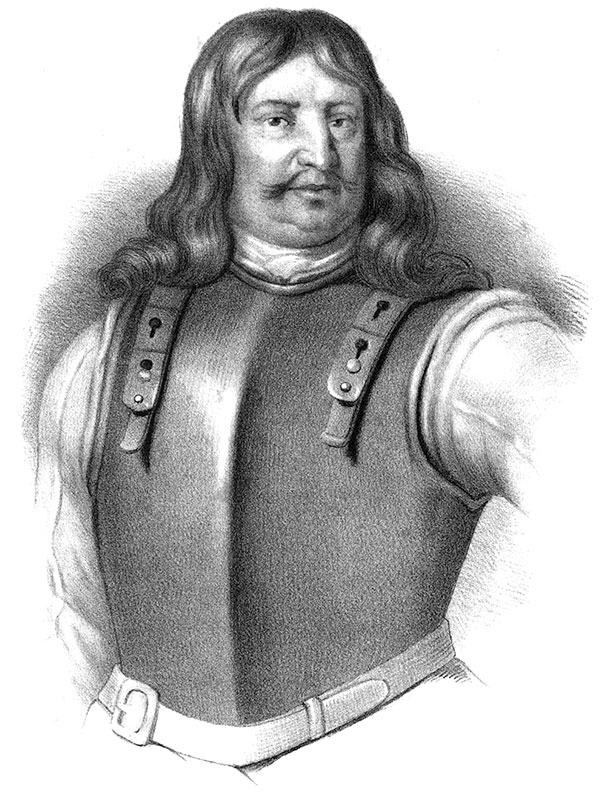
Georg Lybecker

Georg Lybecker (* unbekannt; † 4. Juni 1718 in Vårsta) war ein schwedischer Freiherr und zuletzt Generalleutnant der schwedischen Armee.

## Familie
Georg war der Sohn des schwedischen Generalmajors und Gouverneurs von Göteborg, Kristianstad und Bohuslän Georg Henrik Lybecker und dessen Ehefrau Catharina Grisebach. Er hatte noch einen Bruder mit dem Namen Hans Philip. Im Jahre 1707 wurde er vom schwedischen König Karl XII. zum Freiherren erhoben.

## Militärischer Werdegang
Im Jahre 1682 war Lybecker Kapitän in der schwedischen Kavallerie. Im Großen Nordischen Krieg machte er sich erstmals in der Schlacht bei Klissow einen Namen. 1703 stieg er in den Rang eines Majors auf und wurde im folgenden Jahr zum Oberstleutnant der Kavallerie ernannt. 1705 vertrieb er die polnischen und sächsischen Truppen aus Łowicz.
1706 wurde er zum Gouverneur von Wyborg und zum Generalmajor der Kavallerie ernannt.
Nach der Absetzung von General Georg Johann Maydell wurde er 1707 zum Gouverneur von Finnland erklärt. Seine Aufgabe war es, Finnland gegen die russischen Angriffe zu schützen. Diese Aufgabe gestaltete sich als schwierig, denn die schwedische Besatzung in Finnland war nur schwach und schlecht ausgerüstet. 1708 führte Lybecker seine Kräfte auf eine Expedition in das Ingermanland mit der Absicht, die russischen Streitkräfte zu teilen und zu schlagen. Nach anfänglichen Erfolgen wurde Lybecker vom russischen General Apraxin mit einer List getäuscht. In einem fingierten Brief an einen Freund schrieb dieser, dass sich eine 40.000 Mann starke Armee direkt auf Lybecker zubewegt. Der schwedische Generalmajor evakuierte seine Truppen über den Seeweg, ohne mit den Russen in Kontakt getreten zu sein. Dafür wurde er von der schwedischen Regierung stark gerügt.
Im selben Jahr wurde er zum Generalleutnant ernannt und von seinem Amt als Gouverneur von Finnland entbunden. Sein Nachfolger wurde Carl Gustaf von Nieroth. Nach dessen plötzlichem Tod 1712 wurde er wieder zum Gouverneur von Finnland ernannt. Erneut erwies er sich als wenig zur Verteidigung der schwedischen Provinz geeignet. Er machte keinen Versuch, die Landung der russischen Truppen an der Südküste von Finnland zu verhindern. Im Mai 1713 fiel die von General Carl Gustaf Armfelt verteidigte Stadt Helsingfors. Lybecker, der einen offenen Kampf gegen die Russen scheute, zog sich nach Nordfinnland zurück.
Lybecker wurde im Herbst 1713 nach Stockholm zurückbeordert und anschließend vor ein Kriegsgericht gestellt. Das Oberkommando der Truppen in Finnland übernahm Carl Gustaf Armfelt.
Nach einem langwierigen Prozess, bei welchem der Bischof von Turku (Åbo Johannes Gezelius der Jüngere) gegen ihn aussagte, konnte man Lybecker persönliche Feigheit und Verrat am schwedischen Volk nicht nachweisen. Nach der Rückkehr des Schwedenkönigs aus seinem türkischen Exil wurde der Prozess gegen Lybecker eingestellt. Bei dem von Lybecker angefangenen Gegenprozess auf Schadensersatz gegen den Bischof wurde ihm eine Äußerung, welche er als Oberbefehlshaber zum Bischof sagte, zum Verhängnis. Er sagte wörtlich: „Wenn der Teufel den König nicht holt, bekommen wir keinen Frieden!“
Aufgrund dieser Äußerung wurde Lybecker 1717 zum „Verlust des Lebens, der Ehre und Güter“ verurteilt. Er wurde am Neujahrstag 1718 vom König Karl XII. begnadigt und zog sich auf sein Anwesen in Vårsta zurück, wo er am 4. Juni im selben Jahr starb.